# Tribunalul Județean Prahova
Tribunalul Județean Prahova este un monument istoric aflat pe teritoriul municipiului Ploiești.